# Антоновка (Антоновский сельсовет)
Анто́новка (бел. Анто́наўка) — агрогородок в составе Антоновского сельсовета Чаусского района Могилёвской области Белоруссии. Расположен в 9 км от города Чаусы, в 54 км от Могилёва, в 4 км от железнодорожной станции Чаусы. Население — 492 человека (на 1 января 2019 года).

## История
В 1604 году деревня была в составе Хотетовской православной церкви Горбовичского войтовства Могилевской экономии. В 1785 года Антоновка перешла к Чаусскому повету и состояла из 11 дворов и 141 жителя. В 1869 году деревней владел П .И. Таманский. В 1897 году Антоновка вошла в состав Чаусской волости Чаусского повета Могилевской губернии, имея 19 дворов и 160 жителей. В 1909 году в Антоновке была открыта школа грамотности, преобразованная в 1912 году в земскую.
В декабре 1917 года была установлена советская власть и создана трудовая школа 1-й ступени, где работал кружок по ликвидации неграмотности среди взрослого населения.
В 1931 году в Антоновку провели телефонную связь, а 11 февраля 1932 года был образован колхоз «Чырвоны барацьбіт», объединивший 34 хозяйства.
В 1940 году деревня насчитывала 52 двора, а население достигло 222 человека. В декабре 1943 года деревня была полностью сожжена немцами, убито 58 человек местного населения.
В 1969 году в деревне Антоновка отстроено 29 дворов и проживало 90 человек. Была восьмилетняя школа, фельдшерско-акушерский пункт, ветеринарный участок, магазин, отделение связи.

## Население
| 2007 | 2009  | 2019  |
| ---- | ----- | ----- |
| 496  | ▲ 505 | ▼ 492 |

## Достопримечательность
- Братская могила —  Историко-культурная ценность Республики Беларусь, шифр 513Д000543

## Известные лица
- Иван Архипович Аношкин (1928—2013) — белорусский писатель